# レニエラテン
レニエラテン（英語、Renieratene）とは、カロテノイドに分類される炭化水素の1種である。

## 構造と性質
レニエラテンの分子式はC40H48で

レニエラテンの極限構造式。カロテノイドでありながらベンゼン環を有している。

、分子量は528.824 (Da)、モル質量は528.809 (g/mol)である。
レニエラテンはカロテノイドに分類できる構造を持っており、塩化アンチモンを用いてカロテノイドなどを検出するための反応として知られるカール・プライス反応を行うと、他のカロテノイドでも呈色反応が起こるように、レニエラテンも呈色反応を起こす。具体的にはレニエラテンに対してカール・プライス反応を行うと、一旦、赤褐色になった後に、青色を呈する。
また、他のカロテノイドと同様にレニエラテンもまた色素であり、常温常圧では紫赤色の針状晶である。参考までに、常圧での融点は、約185 ℃である。
なお、レニエラテンの構成元素と分子量からも判るように脂溶性が高く、ベンゼンや二硫化炭素に溶解する。

## 所在
レニエラテンは天然に存在する化合物であり、例えばダイダイイソカイメンに含有されていることが知られている

。

## ヒト体内での利用について
例えば、カロテノイドの中の代表的な化合物であるベータカロテンは、ヒトの体内に入ると代謝されてビタミンAとして利用できることはよく知られている。ベータカロテンなどがプロビタミンAと言われるゆえんである。しかしながら、レニエラテンはカロテノイドでこそあるものの、ヒトはレニエラテンをビタミンA類に代謝して利用できない。すなわち、ヒトにとってレニエラテンはプロビタミンAではないのである

。

## 類似化合物
レニエラテンの類似化合物としては、レニエラテンの構造異性体であるイソレニエラテンなどが挙げられる。そして、イソレニエラテンもまたダイダイイソカイメンに含まれている

。